# Phare du cap Bear
Pour les articles homonymes, voir Bear.
Le phare du cap Bear (en anglais : Cape Bear Lighthouse) est un phare inactif qui est situé sur Cape Bear, près de Murray Harbour dans le Comté de Kings (Province de l'Île-du-Prince-Édouard), au Canada. 
Ce phare était géré par la Garde côtière canadienne .
Ce phare patrimonial  est répertorié par la loi sur la protection des phares patrimoniaux (en)  en date du 12 février 2015. Il a été reconnu édifice fédéral du patrimoine le 5 septembre 1991 et reconnu lieu patrimonial désigné par le ministère du Tourisme et de la Culture en 2012.

## Histoire
Le phare fut construit en 1881 sur le même modèle que le phare du Cap-Egmont qui fut construit en 1883. Une maison de gardien a été construite en même temps que le phare. En 1898, la maison d’habitation fut agrandie afin de pouvoir accueillir la famille nombreuse du gardien. En 1947, le phare et la maison d’habitation ont été déplacées à cause de l’érosion des falaises. Il a été électrifié et automatisé en 1960, date à laquelle L’habitation a été démontée et transférée à Guernsey Cove, où elle est maintenant une résidence privée. Les autres bâtiments techniques ont été démolis.
Une station Marconi de télégraphie sans fil avait été érigée à côté du phare en 1906. Elle a été active jusqu'en 1922.
Le phare du cap Bear est maintenant exploité par la Cape Bear Lighthouse and Marconi Museum'. Le phare est ouvert au public durant les mois d’été. Les visiteurs peuvent monter jusqu’au sommet de la tour afin de se renseigner sur le phare et la région. L’un des points d’intérêt du musée est la reconstitution de l'ancien bureau de télégraphie.

## Description
Le phare est une tour pyramidale blanche en bois de 12 m de haut, avec galerie et lanterne carrée.  Il émettait, à une hauteur focale de 23 m, un éclat jaune toutes les 6 secondes. Sa portée nominale était de 12 milles nautiques (environ 22 km).
Identifiant : ARLHS : CAN-092 - ex-Amirauté : H-0950 - ex-NGA : 8156 - ex-CCG : 0092 .

## Caractéristique duFeu maritime
Fréquence : 6 secondes (Y)
- Lumière : 2 secondes
- Obscurité : 4 secondes

|           |
| Cape Bear |

|             |
| La lanterne |

### Lien connexe
- Liste des phares de l'Île-du-Prince-Édouard